# الإمارات في الألعاب البارالمبية الصيفية 2020
شاركت الإمارات في الألعاب البارالمبية الصيفية 2020 في طوكيو، اليابان، في الفترة من 24 أغسطس إلى 5 سبتمبر 2021.

## أصحاب الميداليات
| الميدالية | اسم الرياضي (ة)           | الرياضة     | المُسابقة                                    | تاريخ التتويج |
| --------- | ------------------------- | ----------- | ------------------------------------------- | ------------- |
| ذهبية     | عبدالله سلطان العرياني    | الرماية     | 50 متر هوائي، بندقية سكتون، 3 أوضاع، فئة R7 | 3 سبتمبر      |
| فضية      | محمد حمادي(لاعب بارالمبي) | ألعاب القوى | سباق 800 متر رجال T34                       | 4 سبتمبر      |
| برونزية   | محمد حمادي(لاعب بارالمبي) | ألعاب القوى | سباق 100 متر رجال T34                       | 30 أغسطس      |

## المُشاركون
المصدر: 
| الرياضة       | رجال | نساء | المجموع |
| ------------- | ---- | ---- | ------- |
| ألعاب القوى   | 2    | 3    | 5       |
| ركوب الدراجات | 1    | 0    | 1       |
| رفع الأثقال   | 1    | 1    | 2       |
| الرماية       | 3    | 1    | 4       |
| المجموع       | 7    | 5    | 12      |

## ألعاب القوى
تنافس محمد الحمادي في سباقي 100م T34 و 800 م T34. تأهل لهذه الأحداث بعد فوزه بالميدالية البرونزية في سباق 100 متر T34، والميدالية الذهبية في سباقات 800 متر T34، خلال بطولة العالم لألعاب القوى البارالمبية 2019 التي أقيمت في دبي بالإمارات. 
ونافست نورة الكتبي في منافسات دفع العجلة F32 ودفع الثقل F32. لقد تأهلت لكلا الحدثين بعد أن احتلت المركز الرابع في كل من تسديدة السيدات ووضع F32 و دفع العجلة F32 في بطولة العالم لألعاب القوى البارالمبية 2019. 
منافسات الرجال
| الرياضي    | المُنافسة              | التصفيات | التصفيات | النهائي  | النهائي | النهائي |
| الرياضي    | المُنافسة              | النتيجة  | الرتبة   | النتيجة  | الرتبة  |         |
| ---------- | --------------------- | -------- | -------- | -------- | ------- | ------- |
| محمد حمادي | سباق 100 متر رجال T34 | غ/م      | غ/م      | 15.66 SB | الثالث  |         |
| محمد حمادي | سباق 800 متر رجال T34 |          |          |          |         |         |
| أحمد نواد  | سباق 800 متر رجال T34 | 1: 49.71 | 9        |          |         |         |

منافسات النساء
| الرياضي     | المُنافسة       | النهائي | النهائي | النهائي |
| الرياضي     | المُنافسة       | النتيجة | الرتبة  |         |
| ----------- | -------------- | ------- | ------- | ------- |
| نورة الكتبي | دفع العجلة F32 | 18.79   | 6       |         |
| نورة الكتبي | دفع الثقل F32  | 6.49 AR | 4       |         |

## الرماية
تنافس كل من عبد الله سلطان الرياني وسيف النعيمي وعبد الله سيف الرياني.